# Tronul Lumii Inelare
Tronul Lumii Inelare (1996) (titlu original The Ringworld Throne) este un roman science fiction scris de Larry Niven, fiind continuarea operei sale din 1980, Inginerii Lumii Inelare. Niven a scris cartea ca substitut pentru romanul pe care îl contractase, The Ghost Ships (o continuare la The Integral Trees și The Smoke Ring), roman pe care nu reușise să îl scrie.

## Intriga
Cartea conține două fire narative principale, care se întrepătrund abia spre final. Marea parte a primei jumătăți a poveștii este dedicată reunirii unor specii hominide de pe inel, pentru a ucide un cuib de vampiri care se hrănește cu ele. Unele personaje au apărut și în Inginerii Lumii Inelare, doar puțini hominizi fiind omorâți în timpul operațiunii lui Louis Wu și a Ultimului de stabilizare a inelului, desfășurată la sfârșitul cărții anterioare. 
A doua parte descrie aventurile lui Louis Wu, acum bătrân și bolnav. În cele din urmă, el și Chmee revin la Ultimul, fiind vindecați, doar pentru ca ei - și un alt Kzin, pe nume Acolyte, care este fiul lui Chmee — să devină sclavii unui Protector Pak vampir. Urmează o luptă între Protectorii de pe Zidul de Margine și Protectorii vampiri care controlează apărarea Lumii Inelare.